# Titularbistum Mades
Mades ist ein Titularbistum der römisch-katholischen Kirche.
Die in Nordafrika gelegene Stadt war ein alter römischer Bischofssitz, der im 7. Jahrhundert mit der islamischen Expansion unterging. Er lag in der römischen Provinz Numidien.
| Titularbischöfe von Mades |                                             |                                                                     |                   |                    |
| Nr.                       | Name                                        | Amt                                                                 | von               | bis                |
| 1                         | Antoine-Hubert Grauls MAfr                  | Apostolischer Vikar von Urundi (Ruanda-Urundi)                      | 23. Dezember 1936 | 10. November 1959  |
| 2                         | Miguel Paternain CSsR                       | emeritierter Bischof von Florida (Uruguay)                          | 27. Februar 1960  | 21. September 1960 |
| 3                         | Geraldo Claudio Luiz Micheletto Pellanda CP | Koadjutorbischof von Ponta Grossa (USA)                             | 9. November 1960  | 20. März 1965      |
| 4                         | José Germán Benavides Morriberón            | Weihbischof in Arequipa (Peru)                                      | 30. November 1968 | 19. März 1976      |
| 5                         | Joseph Phan Thé Hinh                        | Koadjutorbischof von Hung Hoá (Vietnam)                             | 14. April 1976    | 14. November 1985  |
| 6                         | Antonio Moreno Casamitjana                  | Weihbischof in Santiago de Chile (Chile)                            | 22. April 1986    | 14. Oktober 1989   |
| 7                         | Rafael Llano Cifuentes                      | Weihbischof in São Sebastião do Rio de Janeiro (Brasilien)          | 4. April 1990     | 12. Mai 2004       |
| 8                         | José de Lanza Neto                          | Weihbischof in Londrina (Brasilien)                                 | 23. Juni 2004     | 13. Juni 2007      |
| 9                         | Valentin Reynoso Hidalgo MSC                | Weihbischof in Santiago de los Caballeros (Dominikanische Republik) | 22. Oktober 2007  |                    |